# 後藤春美
後藤春美（1960年—）是一名日本歷史學家，目前擔任東京大学大学院綜合文化研究科美洲太平洋地域研究中心教授，專門為日英關係、大英帝國史。

## 簡歷
出生於東京都，1993年東京大学大学院綜合文化研究科國際關係論專攻博士課程單位取得滿期退学，1994年取得牛津大學聖安東尼學院博士D.Phil.（近現代史）。
曾經擔任千葉大学国際教育中心助教授・准教授（1996-2008年）、明治大学国際日本学部教授（2008-2009年），2009年起擔任現職。

## 著書

### 單著
- Japan and Britain in Shanghai, 1925-31, (Macmillan, 1995).
- 『アヘンとイギリス帝国――国際規制の高まり 1906-43年』（山川出版社, 2005年）
- 『上海をめぐる日英関係 1925-1932年――日英同盟後の協調と対抗』（東京大学出版会, 2006年）

### 共編著
- （服部龍二・土田哲夫）『戦間期の東アジア国際政治』（中央大学出版部, 2007年）